# Quercus handeliana
Quercus handeliana är en bokväxtart som beskrevs av Aimée Antoinette Camus. Quercus handeliana ingår i släktet ekar, och familjen bokväxter. Inga underarter finns listade.